# George Lee (3e comte de Lichfield)
Pour les articles homonymes, voir Lee.
George Henry Lee II, 3e comte de Lichfield (21 mai 1718 - 17 septembre 1772) est un pair Britannique. Il est nommé Conseiller Privé et capitaine d'une compagnie de gentilshommes en 1762. Auparavant, il est député pour l'Oxfordshire de 1740 jusqu'en son accession à la pairie en 1743.

## Biographie
Il est né au Château de Windsor, le 21 mai 1718, fils de George Lee (2e comte de Lichfield) et sa femme, Frances Hales. Dès sa naissance, il est titré vicomte Quarendon. Dans la tradition familiale, il fait ses études au St John's College, Oxford. Le 14 février 1732, il est fait Master en Arts de Oxford. De 1740 à 1742, il est député pour le comté d'Oxford, et l'année suivante, à la mort de son père, le 15 février 1743, le vicomte Quarendon devient le 3e comte de Lichfield.
Il obtient ensuite son D. C. L. d'Oxford le 25 août 1743. 23 ans plus tard, le 19 août 1760, il reçoit le grand poste de Haut Commissaire de l'Université d'Oxford. Le 9 décembre 1760, il devient Lord de la Chambre à coucher du roi George III ; et le 12 juillet 1762, le capitaine d'une compagnie de gentilshommes. Il rejoint le Conseil Privé le 14 juillet 1762. Il remplace George Huddesford comme le sous-Garde forestier de Hampton court Park en juillet 1762. Enfin, le 23 septembre 1762, il assume le rôle de Chancelier de l'Université d'Oxford.
Il devient vice-président de la Société des Arts; et sous Lieutenant du comté l'Oxfordshire le 17 octobre 1763.

## Famille
Il épouse Diana ou Dinah, fille de Thomas Frankland; ils n'ont pas d'enfants, et le comté de Lichfield passe à son oncle Robert Lee, après sa mort, le 19 septembre 1772.